# 大紅娘魚
大紅娘魚，為輻鰭魚綱鮋形目牛尾魚亞目角魚科的其中一種，分布於澳洲西北部及阿拉弗拉海海域，棲息深度330-335公尺，體長可達16公分，為底棲性魚類，生活在泥底質的大陸棚，屬肉食性。

## 擴展閱讀
維基物種上的相關：大紅娘魚